# Journal of Strategic Information Systems
The Journal of Strategic Information Systems is een internationaal, aan collegiale toetsing onderworpen wetenschappelijk tijdschrift op het gebied van de informatiesystemen. De naam wordt in literatuurverwijzingen meestal afgekort tot J. Strat. Inform. Syst. Het wordt uitgegeven door Elsevier en verschijnt 4 keer per jaar.